# ذال معجم

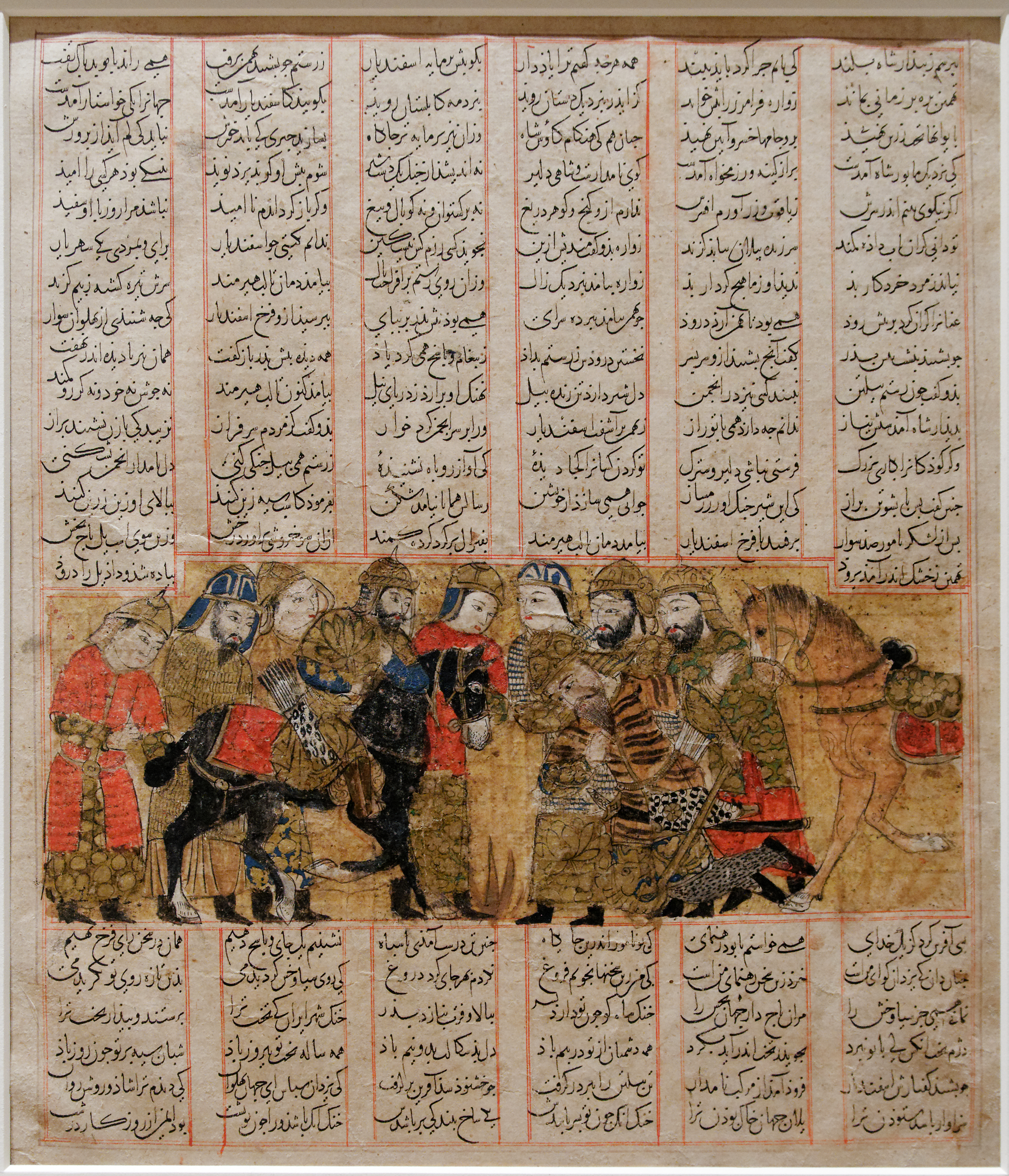
برگی از شاهنامه از قرن هشتم هجری که داستان رستم و اسفندیار را نوشته است در این نسخه بسیاری از کلماتی که امروزه با حرف «د» نوشته و تلفظ می‌شدند با «ذ» نوشته شده‌اند.

تصویری از نسخه‌ای خطی از تاریخ گزیدهٔ حمدالله مستوفی که شعری عربی از ظهیر فاریابی پیرامون ذال مجم را آورده است. در خود نسخه هم قاعده رعایت شده است: دارذ و شذ.

ذال معجم، شیوه‌ای قدیمی در نوشتار و تلفّظ فارسی بود. در گذشته و در زبان فارسی نو (به‌ویژه پیش از هجوم مغول) مرسوم بود که هرگاه در واژه‌ای فارسی پیش از واج «د» هجایی با مصوّت پایان می‌یافت (الگوی صامت + مصوّت) یا واج «د» در پایان هجایی بود که پیش از آن مصوّت می‌آمد (الگوی صامت + مصوت + صامت) آن را به صورت «ذ» (/ð/) می‌نوشته و می‌خواندند. برای نمونه، به جای «باشد»، «باشذ» می‌نوشتند و می‌خواندند. رعایت این قاعده در میان ادیبان بسیار رایج بوده است؛ چنان که سعدی لذیذ را با کشیذ (کشید) قافیه کرده‌است:
| هفته‌ای می‌روذ از عمر و به ده روز کشیذ |  | کز گلستان صفا بوی وفایی نذمیذ           |
| آن که برگشت و جفا کرد به هیچم بفروخت |  | به همه عالمش از من نتوانند خریذ         |
| هر چه زان تلخ‌تر اندر همه عالم نبوذ   |  | گو بگو از لب شیرین که لطیف است و لذیذ   |
| گر من از خار بترسم نبرم دامن گل      |  | کام در کام نهنگ است ببایذ طلبیذ         |
| مرو ای دوست که ما بی تو نخواهیم نشست |  | مبر ای یار که ما از تو نخواهیم بریذ     |
| از تو با مصلحت خویش نمی‌پردازم        |  | که محال است که در خوذ نگرذ هر که تو دیذ |
| آفرین کردن و دشنام شنیذن سهل است     |  | چه از آن به که بوذ با تو مرا گفت و شنیذ |
| جهد بسیار بکردم که نگویم غم دل       |  | عاقبت جان به دهان آمد و طاقت برسیذ      |
| آخر ای مطرب از این پرده‌ی عشاق بگرد   |  | چند گویی که مرا پرده به چنگ تو دریذ     |
| تشنگانت به لب ای چشمه‌ی حیوان مردند   |  | چند چون ماهی بر خشک توانند تپیذ         |
| سخن سعدی بشنو که تو خوذ زیبایی       |  | خاصه آن وقت که در گوش کنی مرواریذ       |

در بسیاری از دست‌نویس‌های کهن این قاعده رعایت شده است. این قاعده در واژگانی که مصوت یک واکه مرکب بود نیز صدق می‌کند، مثل «پیذا» و «هویذا». لازم به ذکر است که این قاعده در واژگانی همانند «مدوّر»، «صدا»، «قاعده» و ... رعایت نمی‌شده است؛ زیرا واژگان عربی هستند. خواجه نصیر طوسی این قاعده را به شکل یک رباعی بیان کرده‌است:
| آنان که به فارسی سخن می‌رانند |  | در موضع دال ذال را ننشانند    |
| ماقبل وی ار ساکن جز وای بوذ  |  | دال است وگرنه ذال معجم خوانند |

این شعر نشان‌گر آن است که ذال معجم در زمان او در حال ناپدید شدن بوده است؛ زیرا در غیر این صورت نیازی به گوشزد کردن آن نبوده است. در حقیقت «ذال معجم» مرحله‌ی میانی انتقال «ت» پایانی در فارسی میانه به «د» در فارسی نو است. نخستین بار فرخی سیستانی این قاعده را رعایت نکرده است و واژگان منتهی به «د» عربی را با واژه‌های منتهی به «د» فارسی قافیه کرده‌است؛ یعنی در لهجه‌ی محلی وی تبدیل «ذ» به «د» مدت‌ها پیش از او روی داده بوده است.. شمس قیس رازی در المعجم به همین تفاوت لهجه‌های محلی اشاره می‌کند: «در زبان اهل غزنین و بلخ و ما[و]راءالنهر ذال معجمه نیست و جمله دالات مهمله در لفظ آرند». در فارسی امروزین، ذال معجم در چند واژه همانند «گذشتن» و «گذاردن» باقی مانده است.